# أحمد شومبي
أحمد شومبي ، لاعب كرة قدم إماراتي سابق كان يلعب مع نادي الوصل. لعب مع منتخب الإمارات لكرة القدم.

## كأس الخليج 1979
سجل هدف في مرمى منتخب عمان.